# Memories (cançó de 1915)
"Memories" és una cançó popular amb música d'Egbert Van Alstyne i lletra de Gus Kahn. Es va publicar el 1915.
La cançó es va convertir en un estàndard pop, gravat per moltes persones al llarg dels anys. Els primers èxits van ser per Henry Burr, que va gravar la cançó al desembre de 1915 amb el nom d'Harry McClaskey i John Barnes Wells que la va gravar per a Victor Records (catàleg 17968A) el 3 de febrer de 1916.

## La cançó en el cinema
- 1940 La pel·lícula "It All Came True" va presentar una versió del Lady Killers Quartet.
- 1951 I'll See You in My Dreams - tocada al piano al Townsend Publishing Co. També cantat en escena per un tenor masculí
- 1953 So This Is Love

## Lletres
(Egbert Van Alstyne / Gus Kahn)
Round me at twilight come stealing
Shadows of days that are gone
Dreams of the old days revealing
Mem'ries of love's golden dawn
Memories, memories
Dreams of love so true
O'er the sea of memory
I'm drifting back to you
Childhood days, wild wood days
Among the birds and bees
You left me alone, but still you're my own
In my beautiful memories
Sunlight may teach me forgetting
Noonlight brings thoughts that are new
Twilight brings sighs and regretting
Moonlight means sweet dreams of you
Memories, memories
Dreams of love so true
O'er the sea of memory
I'm drifting back to you
Childhood days, wild wood days
Among the birds and bees
You left me alone, but still you're my own
In my beautiful memories